# Heinrich Herrwerth
Heinrich Herrwerth (* 26. April 1914 in Mannheim; † 10. Mai 2008) war ein deutscher Leichtathlet.
Er startete für den TV Käfertal, den TSV 1846 Mannheim und den Post-SV Mannheim. Mit der 4-mal-100-Meter-Staffel des Post-Sportvereins lief er 1938 deutsche Jahresbestzeit in 41,6 Sekunden. Bei den Deutschen Meisterschaften im selben Jahr in Breslau gewann die Staffel (Heinrich Herrwerth, Günter Köster, Willi Garrecht, Karl Neckermann) Bronze. Im Jahr darauf konnte die Post-Staffel (Siegfried Schmitt, Heinrich Herrwerth, Feuerstein, Günter Köster) in 42,4 Sekunden den Deutschen Meistertitel gewinnen.
Neben den Flachstrecken war Herrwerth auch über die Hürden aktiv. Seine persönlichen Bestzeiten stellte er alle im Jahr 1939 auf: 22,1 Sekunden über 200 Meter, 15,5 Sekunden über 110 Meter Hürden und 25,3 Sekunden über 200 Meter Hürden.